# César Ramos
César Altair Zanetti Ramos (ur. 25 lipca 1989 roku w Novo Hamburgu) – brazylijski kierowca wyścigowy.

## Kariera

### Formuła Renault
Brazylijczyk karierę rozpoczął w roku 1998, od startów w kartingu. W 2007 roku przeszedł do wyścigów samochodów jednomiejscowych, debiutując we Włoskiej Formule Renault. Stanąwszy raz na podium, został sklasyfikowany na 14. miejscu. W tym samym sezonie Ramos wziął udział również w trzech rundach europejskiego cyklu, jednakże bez sukcesu (dodatkowo nie był oficjalnie liczony do klasyfikacji generalnej).
W okresie posezonowym César zaangażował się w zimową edycję włoskiej serii. Nieoczekiwanie absolutnie zdominował w niej rywalizację, odnosząc komplet czterech zwycięstw, pole position i najszybszych okrążeń. Był to pierwszy znaczący tytuł w karierze Brazylijczyka.
W roku 2008 kontynuował starty we włoskim cyklu oraz wystartował we wszystkich wyścigach Europejskiej Formuły Renault. Ostatecznie zmagania w nich zakończył odpowiednio na 6. i 7. pozycji, w końcowej klasyfikacji. W ciągu dwóch lat startów, Ramos startował we włoskiej ekipie BVM Minardi Team.

### Formuła 3
W sezonie 2009 Brazylijczyk awansował do Formuły 3 Euroseries, w której reprezentował barwy brytyjskiej stajni Manor Motorsport. Biorąc udział w szesnastu wyścigach, Ramos ani razu jednak nie osiągnął punktowanej pozycji. Najlepiej spisał się podczas pierwszego wyścigu, na torze Brands Hatch, gdzie zajął jedenastą lokatę. Z tą samą ekipą wystartował również w prestiżowym wyścigu Masters of Formuła 3. I tu nie zanotował zadowalającego wyniku, będąc ostatecznie sklasyfikowanym na odległym 28. miejscu.
Na sezon 2010 przeniósł się do Włoskiej Formuły 3, powracając tym samym do współpracy z zespołem BVM (tutaj widniała pod nazwą BVM – Target Racing). Równa i konsekwentna jazda w wykonaniu Césara zaowocowała drugim tytułem mistrzowskim w karierze, już w pierwszym podejściu w tym serialu. W tym czasie ośmiokrotnie stanął na podium, z czego trzykrotnie na najwyższym stopniu. Dzięki sukcesowi Brazylijczyk dostał szansę odbycia testów z włoskim zespołem Formuły 1 – Scuderia Ferrari.

### Formuła Renault 3.5
W 2011 roku Ramos przeniósł się do prestiżowej Formuły Renault 3.5, gdzie podpisał kontrakt z brytyjską ekipą Fortec Motorsports. Mimo dwóch pole position, nigdy nie stanął na podium, choć trzykrotnie kończył wyścig jako czwarty. Z dorobkiem 47 punktów ukończył sezon na 11 pozycji w klasyfikacji generalnej.
W kolejnym sezonie Cesar wystąpił tylko w czterech wyścigach. Na rundę na Nürburgringu zmienił Nowozelandczyka Richie Stanawaya w zespole Lotus. Zaledwie raz ukończył wyścig, lecz na dopiero 12 pozycji, dlatego sezon zakończył na odległym 30. miejscu.

### Statystyki
| Sezon | Seria                                  | Zespół              | Wyścigi | Zwycięstwa | PP | NO | Podium | Punkty | Poz. koń. |
| ----- | -------------------------------------- | ------------------- | ------- | ---------- | -- | -- | ------ | ------ | --------- |
| 2007  | Włoska Formuła Renault                 | BVM Minardi Team    | 14      | 0          | 0  | 0  | 1      | 106    | 14        |
| 2007  | Europejski Puchar Formuły Renault 2.0  | BVM Minardi Team    | 6       | 0          | 0  | 0  | 0      | N/A    | NS†       |
| 2007  | Włoska Formuła Renault (edycja zimowa) | BVM Minardi Team    | 4       | 4          | 4  | 4  | 4      | 144    | 1         |
| 2008  | Włoska Formuła Renault                 | BVM Minardi Team    | 14      | 0          | 1  | 2  | 4      | 216    | 6         |
| 2008  | Europejski Puchar Formuły Renault 2.0  | BVM Minardi Team    | 14      | 0          | 0  | 0  | 1      | 38     | 7         |
| 2009  | Formuła 3 Euro Series                  | Manor Motorsport    | 16      | 0          | 0  | 0  | 0      | 0      | 25        |
| 2009  | Masters of Formuła 3                   | Manor Motorsport    | 1       | 0          | 0  | 0  | 0      | N/A    | 28        |
| 2010  | Włoska Formuła 3                       | BVM – Target Racing | 16      | 3          | 2  | 7  | 8      | 161    | 1         |
| 2011  | Formuła Renault 3.5                    | Fortec Motorsports  | 17      | 0          | 2  | 0  | 0      | 47     | 11        |
| 2012  | Formuła Renault 3.5                    | Lotus               | 4       | 0          | 0  | 0  | 0      | 0      | 30        |

† – Ramos nie był liczony do klasyfikacji.

## Wyniki w Formule Renault 3.5
| Legenda oznaczeń w tabelach wyników Wyświetl szablon na nowej stronie | Legenda oznaczeń w tabelach wyników Wyświetl szablon na nowej stronie                                                                     |
| Oznaczenie                                                            | Wyjaśnienie |
| --------------------------------------------------------------------- | --- |
| Złoty                                                                 | Zwycięzca lub mistrzostwo |
| Srebrny                                                               | 2. miejsce lub wicemistrzostwo |
| Brązowy                                                               | 3. miejsce lub II wicemistrzostwo |
| Zielony                                                               | Ukończył, punktował (w klasyfikacji generalnej, gdy zdobył co najmniej jeden punkt na przestrzeni sezonu, poza trzema powyższymi opcjami) |
| Niebieski                                                             | Ukończył, nie punktował (w klasyfikacji generalnej, gdy nie zdobył co najmniej jednego punktu na przestrzeni sezonu)                      |
| Czerwony                                                              | Nie zakwalifikował się (NZ) |
| Czerwony                                                              | Nie prekwalifikował się (NPK) |
| Różowy                                                                | Nie ukończył (NU) |
| Różowy                                                                | Niesklasyfikowany (NS) (w klasyfikacji generalnej, gdy nie został sklasyfikowany w żadnym wyścigu sezonu)                                 |
| Czarny                                                                | Zdyskwalifikowany (DK) |
| Czarny                                                                | Wykluczony (WYK/EX) |
| Biały                                                                 | Nie wystartował (NW) |
| Biały                                                                 | Kontuzjowany (K/INJ) |
| Biały                                                                 | Wyścig odwołany (OD/C) |
| Bez koloru                                                            | Został wycofany (WYC/WD) |
| Bez koloru                                                            | Nie przybył (NP/DNA) |
| Bez koloru                                                            | Nie brał udziału w treningach (NT/DNP) |
| Bez koloru                                                            | Nie został zgłoszony (–) |
| Pogrubienie                                                           | Start z pole position |
| Kursywa                                                               | Najszybsze okrążenie wyścigu |
| †                                                                     | Nie ukończył, ale jego rezultat został zaliczony ze względu na przejechanie więcej niż 90% dystansu wyścigu.                              |
| *                                                                     | Sezon w trakcie |
| 1/2/3                                                                 | Punktowana pozycja w sprincie kwalifikacyjnym                                                                                             |
| Lista systemów punktacji Formuły 1                                    | |

| Rok  | Zespół            | Wyniki w poszczególnych eliminacjach | Wyniki w poszczególnych eliminacjach | Wyniki w poszczególnych eliminacjach | Wyniki w poszczególnych eliminacjach | Wyniki w poszczególnych eliminacjach | Wyniki w poszczególnych eliminacjach | Wyniki w poszczególnych eliminacjach | Wyniki w poszczególnych eliminacjach | Wyniki w poszczególnych eliminacjach | Wyniki w poszczególnych eliminacjach | Wyniki w poszczególnych eliminacjach | Wyniki w poszczególnych eliminacjach | Wyniki w poszczególnych eliminacjach | Wyniki w poszczególnych eliminacjach | Wyniki w poszczególnych eliminacjach | Wyniki w poszczególnych eliminacjach | Wyniki w poszczególnych eliminacjach | Punkty | Pozycja |
| ---- | ----------------- | ------------------------------------ | ------------------------------------ | ------------------------------------ | ------------------------------------ | ------------------------------------ | ------------------------------------ | ------------------------------------ | ------------------------------------ | ------------------------------------ | ------------------------------------ | ------------------------------------ | ------------------------------------ | ------------------------------------ | ------------------------------------ | ------------------------------------ | ------------------------------------ | ------------------------------------ | ------ | ------- |
| 2011 | Fortec Motorsport | ARA                                  | ARA                                  | BEL                                  | BEL                                  | ITA                                  | ITA                                  | MON                                  | DEU                                  | DEU                                  | HUN                                  | HUN                                  | GBR                                  | GBR                                  | FRA                                  | FRA                                  | CAT                                  | CAT                                  | 47     | 11      |
| 2011 | Fortec Motorsport | 23                                   | 4                                    | 13                                   | NU                                   | NU                                   | 4                                    | 20†                                  | 4                                    | 8                                    | 10                                   | 24†                                  | NU                                   | DK                                   | 8                                    | 9                                    | NU                                   | NU                                   | 47     | 11      |
| 2012 | Lotus             | ARA                                  | ARA                                  | MON                                  | BEL                                  | BEL                                  | DEU                                  | DEU                                  | RUS                                  | RUS                                  | GBR                                  | GBR                                  | HUN                                  | HUN                                  | FRA                                  | FRA                                  | CAT                                  | CAT                                  | 0      | 30      |
| 2012 | Lotus             | -                                    | -                                    | -                                    | -                                    | -                                    | 12                                   | NU                                   | NU                                   | NU                                   | -                                    | -                                    | -                                    | -                                    | -                                    | -                                    | -                                    | -                                    | 0      | 30      |